# (24754) Zellyfry
(24754) Zellyfry est un astéroïde de la ceinture principale.

## Description
(24754) Zellyfry est un astéroïde de la ceinture principale. Il fut découvert le 31 octobre 1992 à Okutama par Tsutomu Hioki et Shuji Hayakawa. Il présente une orbite caractérisée par un demi-grand axe de 2,25 UA, une excentricité de 0,14 et une inclinaison de 8,0° par rapport à l'écliptique.

## Compléments